# 谷山弘行
谷山 弘行（たにやま ひろゆき、1951年（昭和26年）8月4日 - ）は、日本の病理学者・獣医師。獣医学博士（北海道大学）。酪農学園大学理事長。前酪農学園大学学長・酪農学園大学短期大学部学長。

## 経歴
宮崎県えびの市出身。1977年、酪農学園大学酪農学部獣医学科卒業。1980年、帯広畜産大学大学院畜産学研究科修士課程を修了し、帯広畜産大学畜産学部助手。1987年、酪農学園大学酪農学部講師。1993年、酪農学園大学酪農学部助教授。1991年、アメリカ合衆国オハイオ州立大学医学部に留学（～1992年）。2003年、酪農学園大学獣医学部教授。2007年、酪農学園大学学長・酪農学園大学短期大学部学長（～2013年）。2016年、酪農学園大学理事長。
2002年に日本獣医学会賞を受賞。
2021年11月に旭日中綬章を受章。

## 研究領域
専門は獣医学、獣医病理学。特に動物のリポジストロフィーやスクレイピー、ボルナ病を研究。1984年に国内で初めて羊のスクレイピーを発見した。

## 著書
- 『小動物臨床腫瘍学の実際』（共著、文永堂出版、2010年）